# Tanaostigmodes puerariae
Tanaostigmodes puerariae is een vliesvleugelig insect uit de familie Tanaostigmatidae. De wetenschappelijke naam is voor het eerst geldig gepubliceerd in 2004 door Yang & Pitts.